# Giovanni Francesco Caroto

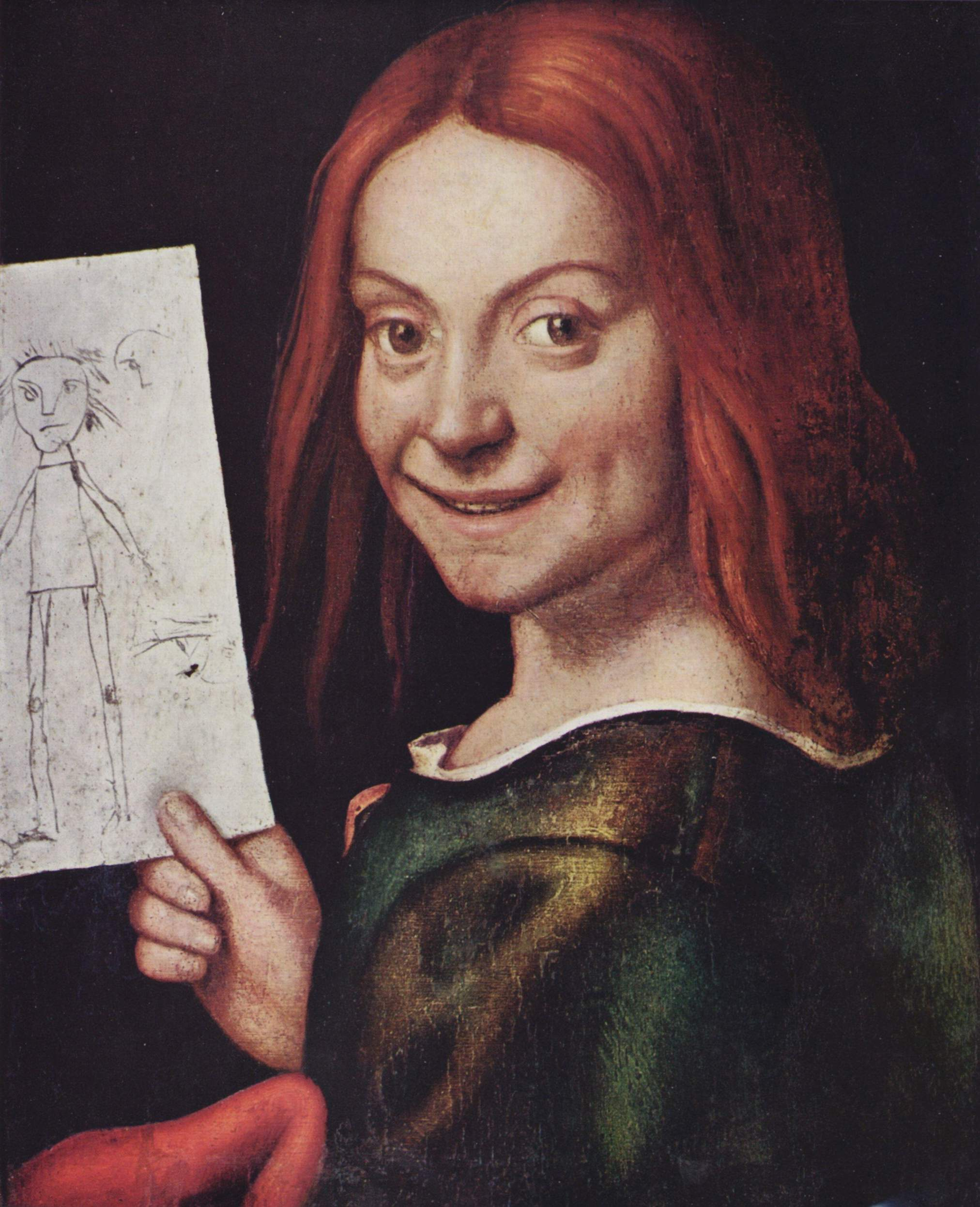
Muchacho sosteniendo un dibujo infantil, óleo sobre tabla, 37 x 29 cm, Verona, Museo de Castelvecchio.

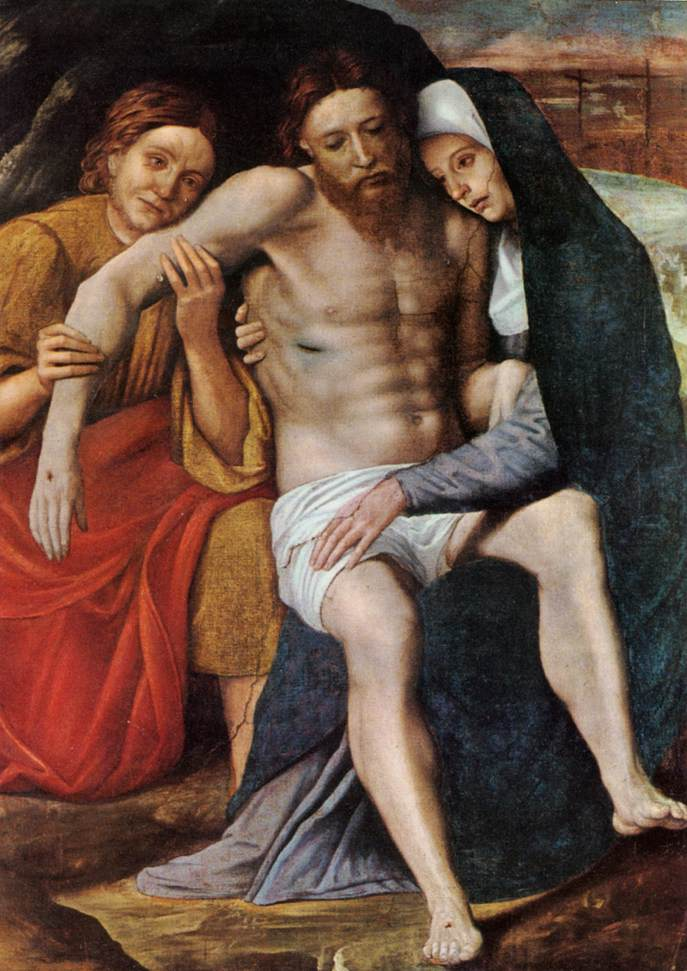
Pietà, Museo de Castelvecchio, Verona.

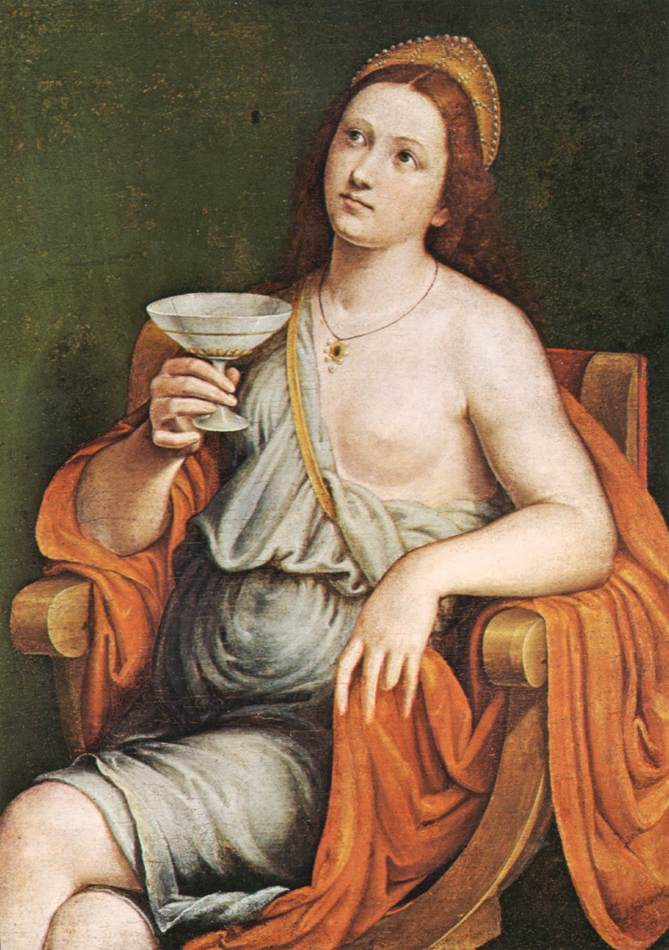
Sofonisba ingiriendo el veneno, Museo de Castelvecchio, Verona.

Giovanni Francesco Caroto (Verona, c. 1480-Verona, c. 1555) fue un pintor italiano, activo en Verona durante el Renacimiento.

## Biografía
Caroto perteneció a una familia de origen lombardo, pues su padre, Pietro Baschi era originario de Caravaggio. Pietro cambió su apellido a Caroto, de Caro o Charo, una especiería que regentaba en la veronesa Piazza delle Erbe.
Se formó junto a Liberale da Verona y su primer estilo revela su influencia junto a la de Mantegna y la de la escuela mantuana. Siempre estuvo aferrado a los modelos quattrocentistas que aprendió de Liberale, y su estancia en Lombardía no hizo más que recalcar su estilo rígido y duro, prosaicamente descriptivo, aunque dotado de una gran riqueza cromática.
Ciertamente, su primera obra segura, una Virgen con Niño (Galleria Estense, fechada y firmada "J Franciscus Charotus MCCCCCI"), es totalmente mantegnesca, y marca ya una cierta separación de las formas de Liberale. Posteriormente se dejó influir por Lorenzo Costa, a cuyo estilo permaneció cercano durante el resto de su carrera.
Hacia 1510 partió para la Lombardía, recalando en Mantua, Milán y Montferrato. Permaneció allí hasta 1518, a la muerte de Guillermo, marqués de Montferrato. Es entonces cuando vuelve a su patria, Verona.
Conoció el trabajo de Rafael a través de los artistas emilianos, pero se limitó a incorporar simplemente algunos rasgos de tono clasicista, tomados de artistas como Giulio Romano, superficiales y mal integrados en el espíritu de su obra. A partir de 1525 encontramos esta influencia rafaelesca en su obra, siempre matizada por su particular carácter (Caída de Lucifer, Museo de Castelvecchio).
Giovanni Francesco Caroto tuvo un hermano, Giovanni, que fue también un dotado pintor. Esto ha provocado alguna confusión en la atribución de algunas obras.
Caroto fue, posiblemente, uno de los maestros de Paolo Veronés.

## Obras destacadas
- Virgen con Niño (1501, Galleria Estense, Módena). Esta es la primera obra fechada y firmada del autor, que se le puede atribuir con seguridad.
- Frescos de la Cappella Spolverini (Santa Eufemia, Verona)
- Anunciación (San Gerolamo, Verona)
- Retrato de mujer (1505-10, Museo del Louvre, París)
- San Sebastián (Galleria Sabauda, Turín)
- Virgen con niño con los santos Francisco y Catalina (1523, Museo del Hermitage, San Petersburgo)
- Virgen y Santa Ana en la gloria con cuatro santos (1528, San Fermo, Verona)
- Sagrada Familia con San Juan (1531, Museo de Castelvecchio, Verona)
- Resurrección de Lázaro (1531, Palacio episcopal, Verona)
- Caída de Lucifer (Museo de Castelvecchio, Verona)
- Frescos de la nave izquierda de Santa Maria in Organo, Verona (Escenas del Antiguo Testamento)
- Retrato de joven benedictino (Museo de Castelvecchio, Verona)
- Muchacho pelirrojo sosteniendo un dibujo (Museo de Castelvecchio, Verona)
- Sofonisba ingiere el veneno (Museo de Castelvecchio, Verona), copia de un original de Giampietrino.
- Pietà (Museo de Castelvecchio, Verona)
- Santa Úrsula y sus compañeras mártires (1545, San Giorgio in Braida, Verona)